# Ninna-ji
Ninna-ji (jap. 仁和寺) – świątynny kompleks buddyjski w Kioto, w Japonii, usytuowany w północno-zachodniej dzielnicy Ukyō-ku. 

## Opis
Kompleks został założony przez cesarza Udę (867–931), według tradycji, w 888 roku. Jest najważniejszą świątynią szkoły omuro sekty shingon. Mnisi z innych świątyń tej szkoły przybywają do Ninna-ji w celu nauki i ćwiczeń duchowych oraz aby służyć w niej. Świątynia jest słynna ze swoich drzew wiśni gatunku omuro-sakura, które kwitną najpóźniej w całym Kioto. Świątynia była także znana jako Cesarski Pałac Omuro (御室御所 Omuro Gosho), albowiem jej założyciel, cesarz Uda, zbudował tu dla siebie rezydencję o nazwie Omuro, w której zamieszkał po abdykacji w 897 roku. 
Główny pawilon (金堂 Kondō) został uznany za skarb narodowy Japonii, 14 innych obiektów jako ważne dobra kultury (Important Cultural Properties), a sanktuarium jako całość jest wpisane na listę światowego dziedzictwa UNESCO od grudnia 1994 jako część obiektu Zespół zabytkowy dawnego Kioto, Uji i Ōtsu.

## Historia
Kompleks został utworzony w okresie Heian. W 886 roku cesarz Kōkō nakazał budowę świątyni, która miała być błogosławieństwem dla kraju i służyć rozwojowi buddyzmu w Japonii. Cesarz nie dożył jednak jej ukończenia. Jego następca, cesarz Uda, ukończył budowę w 888 roku. W 897 roku Uda abdykował na rzecz swojego syna Daigo, a sam zamieszkał w świątyni i stał się pierwszym monzeki (księciem-kapłanem). Od tego momentu do późnego okresu Edo najważniejszy kapłan pochodził z cesarskiego rodu. W okresie wojen Ōnin (1466–1476) kompleks świątynny został zniszczony, ale wkrótce go odbudowano. Obecnie istniejące budynki pochodzą z lat 1641–1644. W czasie rekonstrukcji Pałacu Cesarskiego w Kioto (京都御所 Kyōto-gosho) część jego budynków została przeniesiona do Ninna-ji: główny pawilon oraz część rezydencji Ninna-ji Goten (była rezydencja głównego kapłana).
Najważniejszym obiektem kompleksu jest główny pawilon (金堂 Kondō), który został uznany za skarb narodowy Japonii. Jest to duży parterowy budynek o wymiarach 7 x 5 ken (ok. 13 x 9 m). Jego najcenniejszą cechą jest to, że zachował charakter cesarskiego pałacu z okresu Azuchi-Momoyama (1573–1603).
Innymi ważnymi pawilonami kompleksu są m.in.: pięciopiętrowa pagoda (五重塔 Gojū-no-Tō), brama wejściowa Niōmon (二王門 Niō-mon), brama wewnętrzna (środkowa) Chūmon (中門 Chū-mon), dzwonnica (鐘楼 Shōrō), repozytorium sutr i kronik (経蔵 Kyōzō), pawilon bogini Kannon (観音堂 Kannon-dō), pawilon Mieidō (御影堂 Miei-dō) (pawilon mieszczący święty wizerunek fundatora.

## Galeria

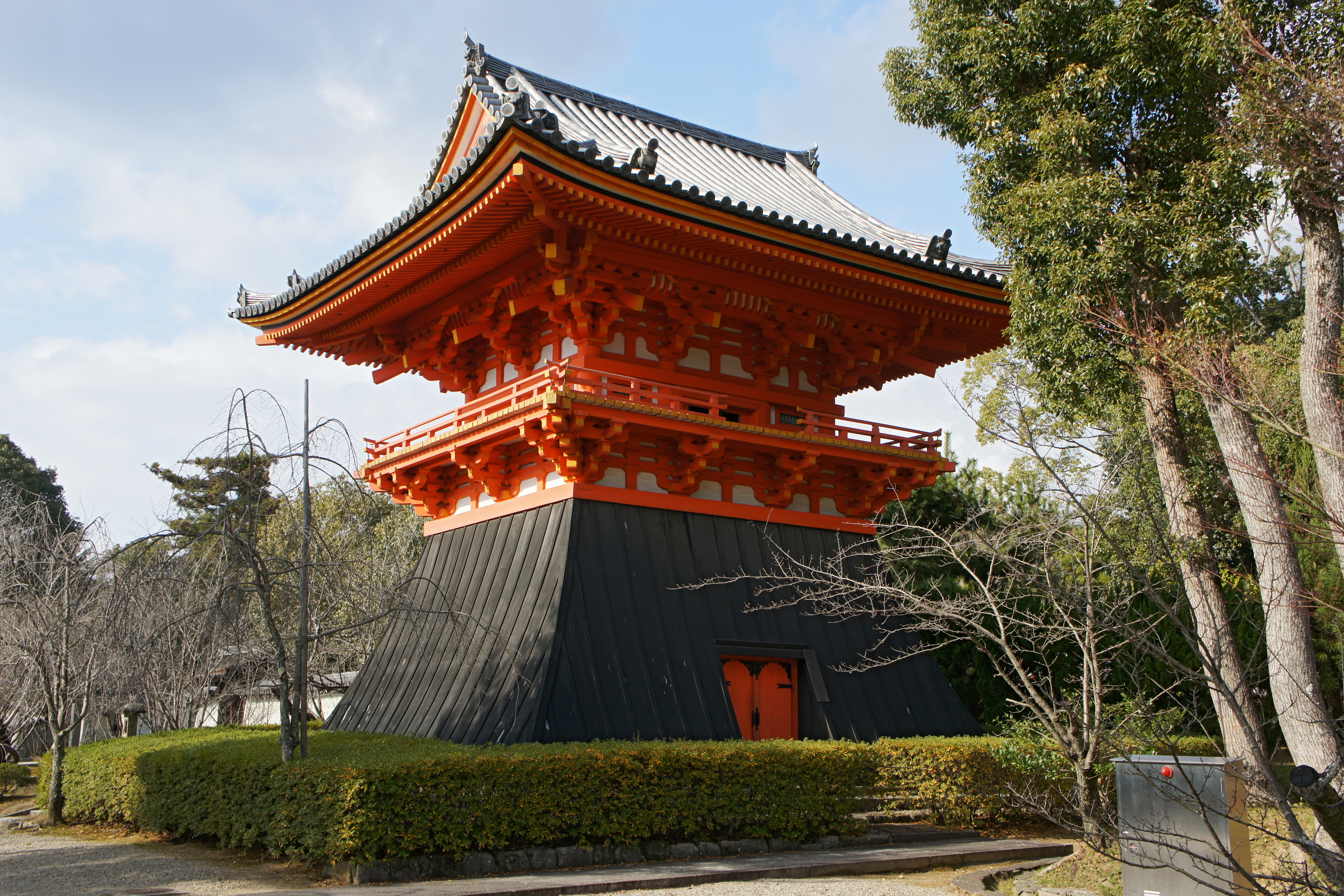
Dzwonnica
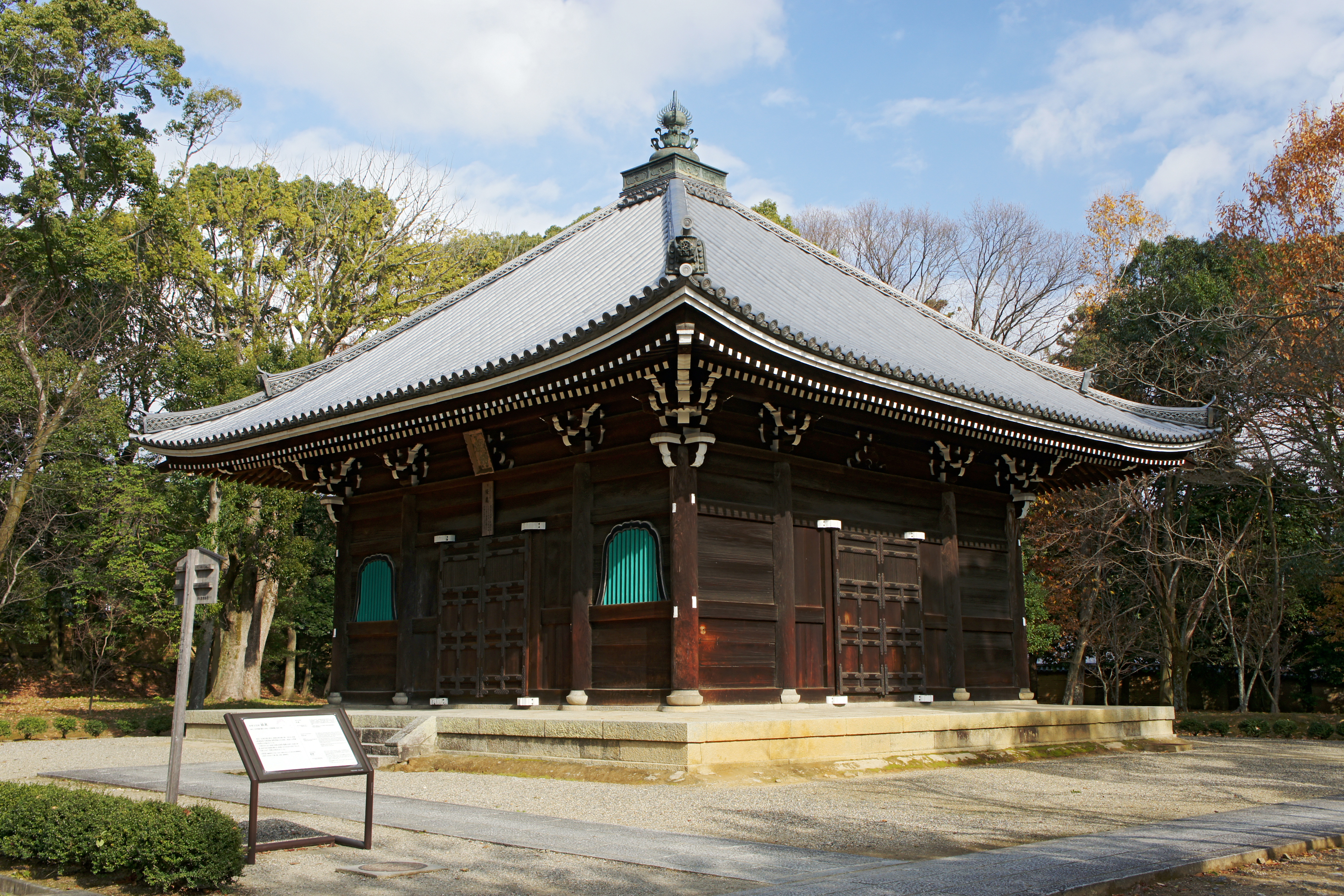
Kyōzō
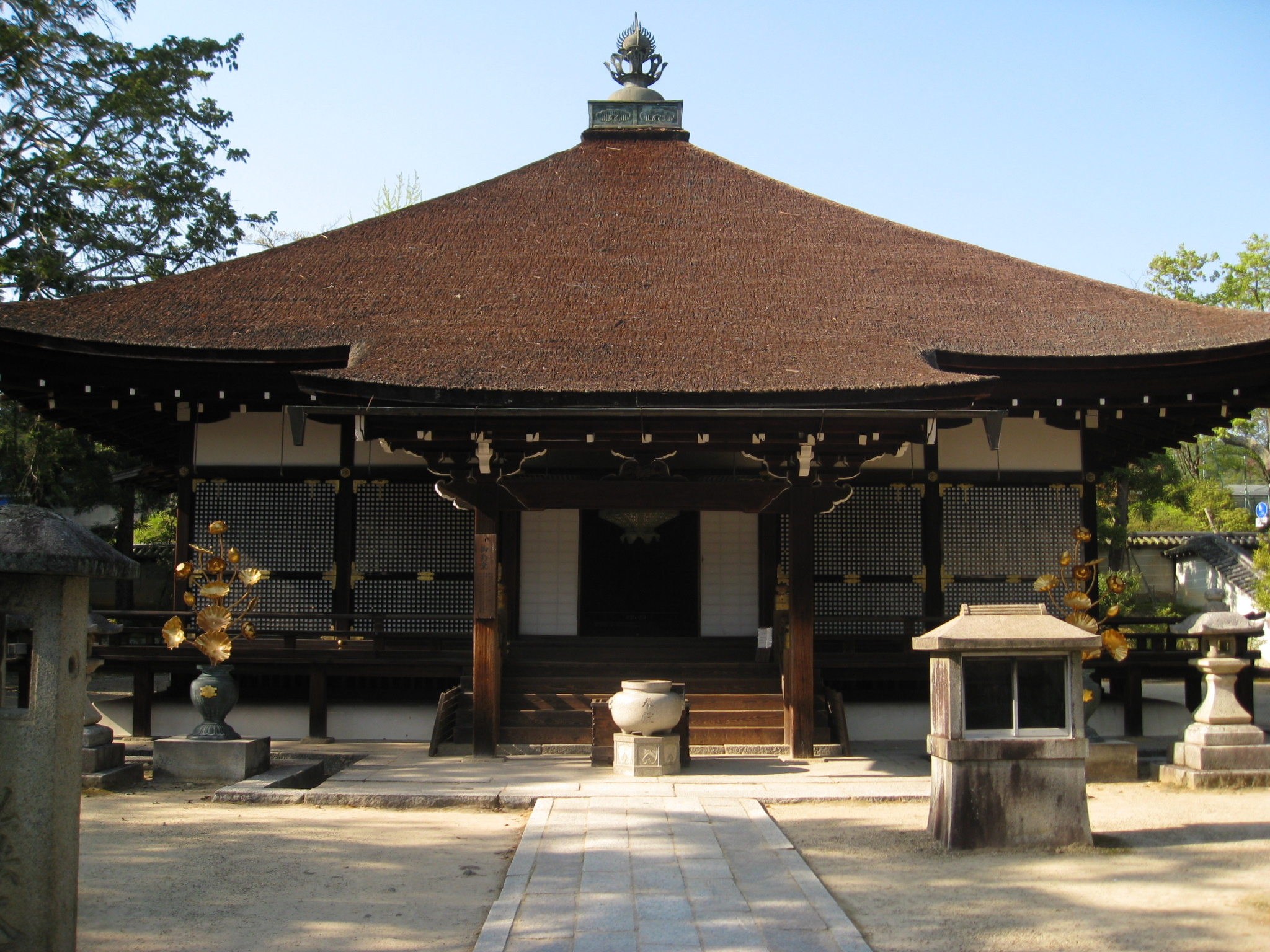
Miei-dō
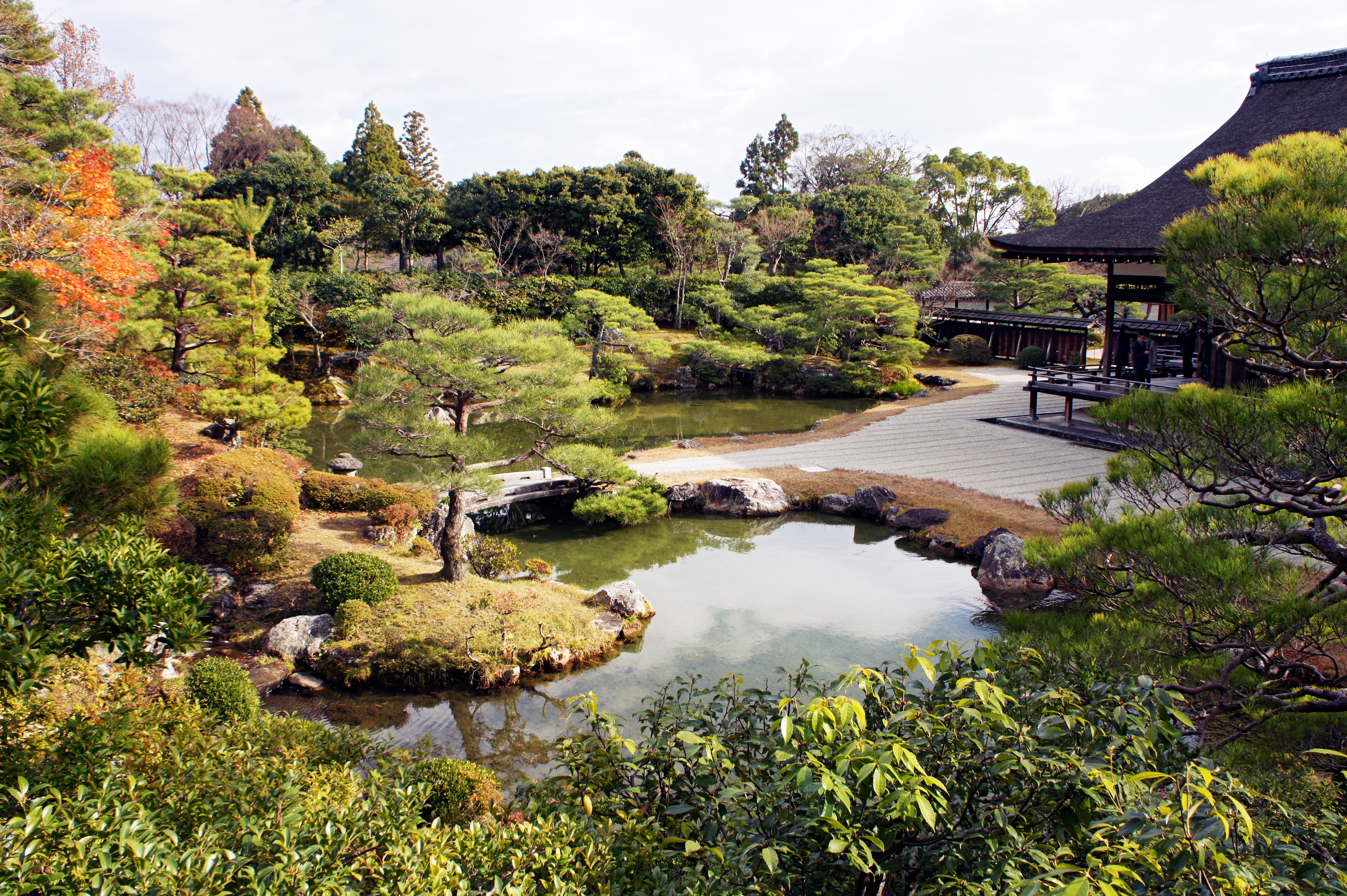
Ogród Północny
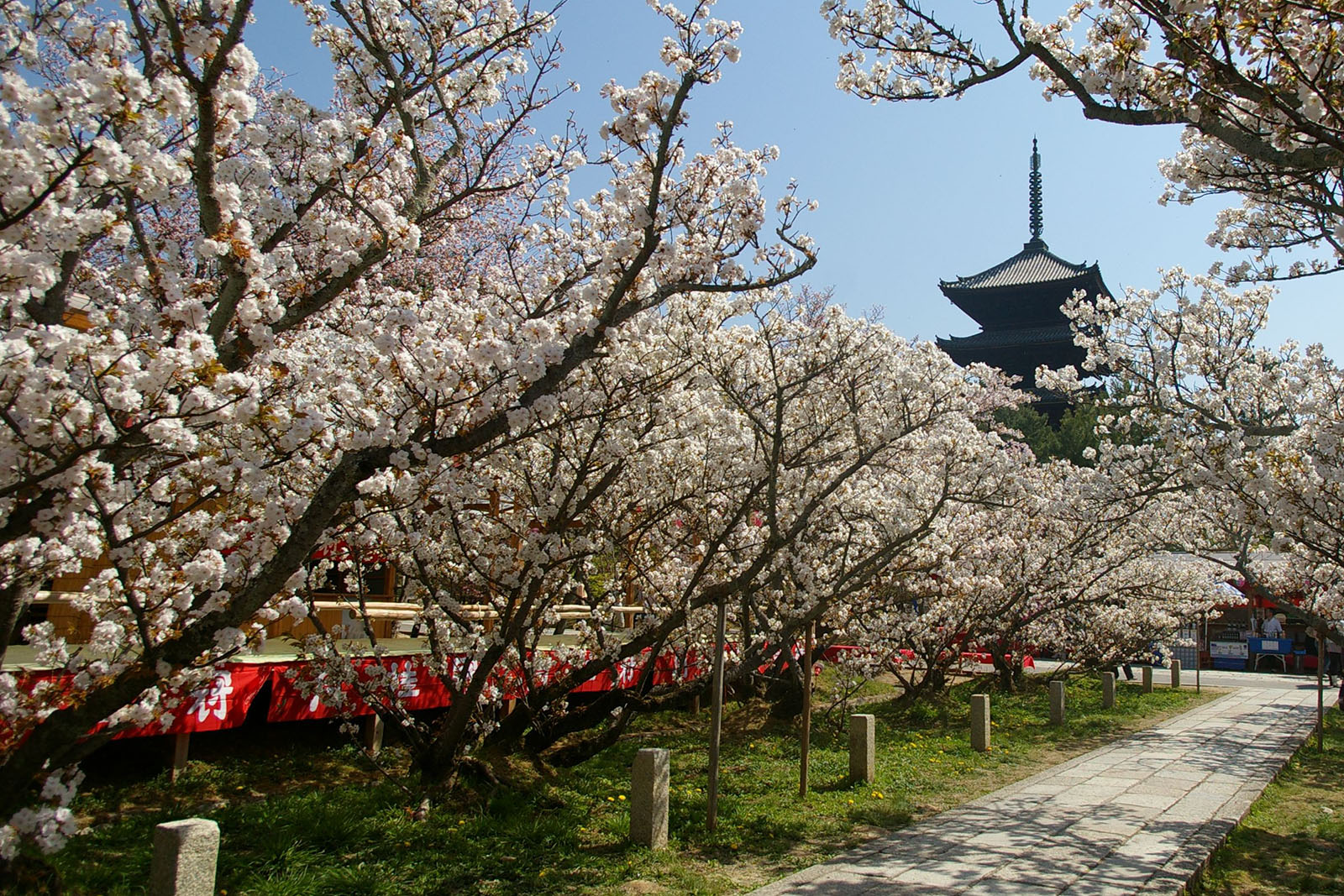
Kwitnące wiśnie